# Teutonic
Vous lisez un « bon article » labellisé en 2009.
Le Teutonic est un paquebot transatlantique construit pour la White Star Line par les chantiers Harland & Wolff de Belfast en 1889. C'est le premier croiseur auxiliaire de l'histoire. Il est également le dernier paquebot de la compagnie à remporter le Ruban bleu, distinction accordée à la plus rapide traversée de l'Atlantique nord. Lorsqu'il est présenté au Spithead Naval Review commémorant le jubilé de la reine Victoria, il impressionne fortement le Kaiser Guillaume II d'Allemagne qui décide de doter son pays de navires comparables.
Sister-ship du Majestic, il connaît une glorieuse carrière, sans grands incidents. Conformément à sa conception de croiseur auxiliaire, il participe à la seconde guerre des Boers et à la Première Guerre mondiale. Le Teutonic est démoli en 1921.
Le Teutonic marque également une révolution pour les navires de la White Star Line. Ceux-ci proposent désormais trois classes de passagers, et ne sont plus destinés à naviguer avec des voiles en plus de la vapeur.

## Histoire

### Construction

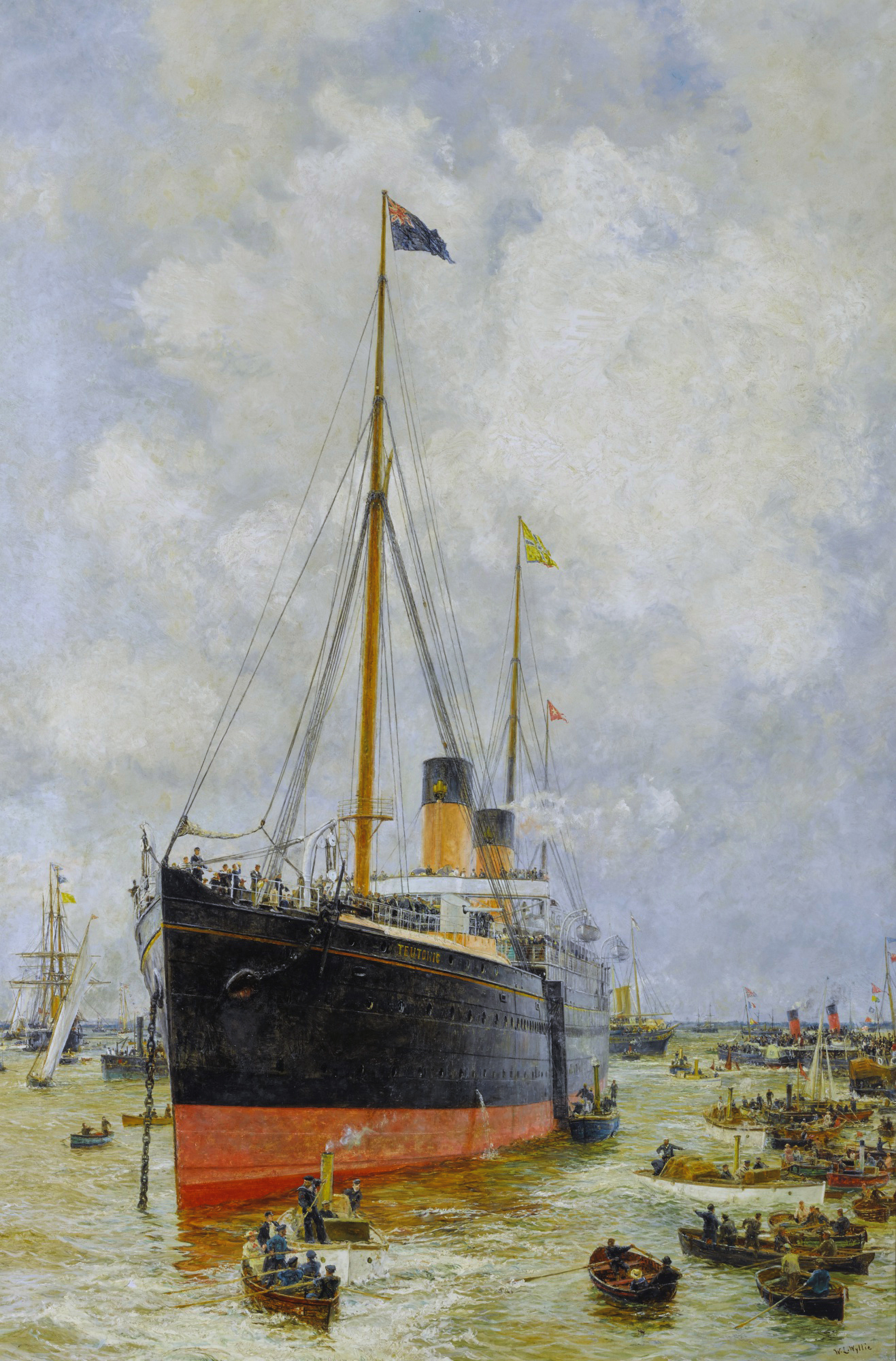
Le Teutonic durant le Spithead Naval Review (William Lionel Wyllie)

À la fin des années 1880, la compétition pour le Ruban bleu, récompense décernée au navire traversant le plus rapidement l'Atlantique, est féroce entre les grandes compagnies maritimes et la White Star décide de commander deux navires aux chantiers Harland & Wolff capables de traverser l'Atlantique à une vitesse de 20 nœuds (37 km/h). La construction du Teutonic et du Majestic commence donc en 1887. Quand le Teutonic est lancé le 19 janvier 1889, il est le premier navire de la compagnie à ne pas avoir de mâts pourvus de voiles. Le navire est terminé le 25 juillet 1889 et participe au Spithead Naval Review le 1er août pour commémorer le jubilé de la reine Victoria. Le Kaiser Guillaume II d'Allemagne le visite, et déclare : « Nous devons en avoir quelques-uns de cette sorte ». Il lui faut cependant attendre 1897 pour que l'Allemagne s'impose dans le domaine des paquebots avec le Kaiser Wilhelm der Grosse et ses sister-ships de classe Kaiser.

### Mise en service
Le Teutonic est construit dans le cadre du British Auxiliary Cruiser Agreement, et est de fait le premier croiseur auxiliaire au monde, pourvu de huit canons de 4,7 pouces (soit 120 mm). Ils sont retirés après la revue militaire, et le 7 août, le navire part pour son voyage inaugural à destination de New York, remplaçant le Baltic sur cette ligne. En 1891, le Majestic remporte le Ruban bleu et, la même année, le Teutonic prend la récompense à son frère avec une traversée à vitesse moyenne de 20,25 nœuds, c'est-à-dire en 5 jours, 16 heures et 31 minutes (une heure de moins que son jumeau). Il bat plus tard son record avec une vitesse de 20,5 nœuds. L'année suivante, le City of Paris reprend la récompense et jamais plus la White Star ne l'obtient. En dépit de cela, le Teutonic et son jumeau sont des paquebots très rentables, et les deux navires font plusieurs traversées en étant complets.

### Carrière commerciale

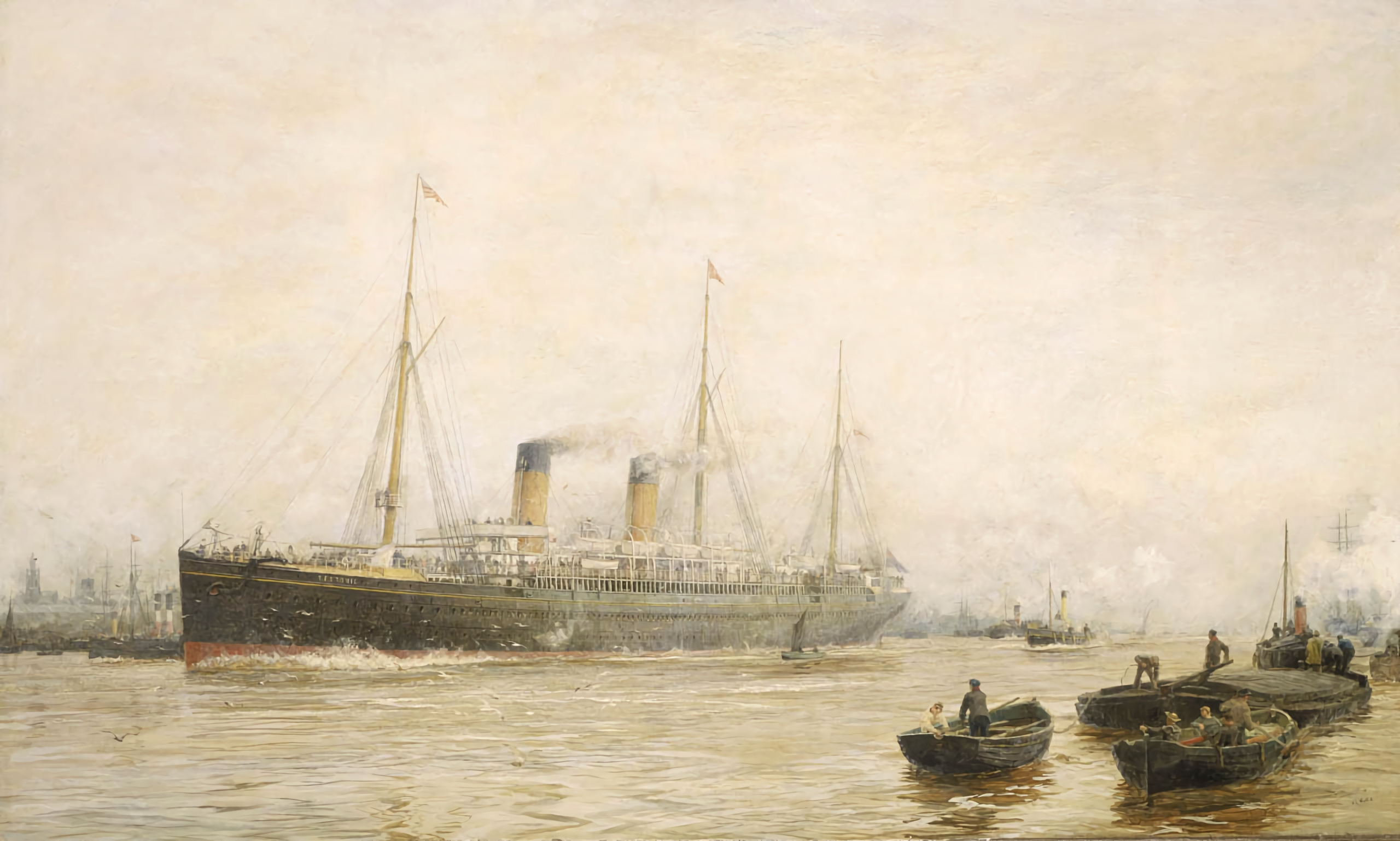
Le Teutonic quitte le port de Liverpool, peinture de William Lionel Wyllie, 1889

Pendant leurs 18 premières années de service, le Teutonic et le Majestic, aidés par leurs aînés le Britannic et le Germanic parcourent la route entre Liverpool et New York. Chaque navire exécute en moyenne une traversée par mois et entre 11 et 14 par saison. La White Star avait planifié les choses de façon à assurer un départ par semaine. Les navires partent de Liverpool le mercredi ou le jeudi. Ils s'arrêtent ensuite dans le petit port irlandais de Queenstown (aujourd'hui Cobh), pour récupérer plus de passagers. Par moments, le Teutonic et ses associés embarquent jusqu'à 800 Irlandais en une escale, car la compagnie y est très populaire, ses navires étant construits sur l'île. Après Queenstown, les navires continuent leur route vers New York (soit 2 500 milles en haute mer). Une fois les passagers déposés soit au quai de la White Star, soit au centre de l'immigration d'Ellis Island (ou de Castle Garden auparavant), le navire se prépare à son voyage de retour.
En 1897, le Teutonic reprend son rôle militaire pour le soixantième anniversaire de la reine Victoria. En 1898, il a une légère collision avec le Berlin des United States Lines dans le port de New York. Pendant la seconde guerre des Boers en 1900, il sert de transport de troupes. En 1901, le Teutonic affronte un tsunami qui éjecte deux veilleurs du nid-de-pie mais résiste ; quant aux deux veilleurs, ils survivent à leur chute. Par bonheur, aucun passager ne se trouvait sur le pont puisque l'incident survient en pleine nuit. En 1907, il fait partie des navires de la compagnie qui sont affectés à la nouvelle route Southampton—New York.
En octobre 1911, il sert conjointement la White Star et la Dominion Line (toutes deux compagnies de l'International Mercantile Marine Company) pour assurer un service canadien. Le 10 avril 1912, le Teutonic se trouve à quai à Southampton, immobilisé par une grève des charbonniers, au moment du départ du Titanic pour son unique voyage. Le paquebot, qui a failli entrer en collision avec le New York, attire également le Teutonic dans son sillage. Cependant, contrairement à celles du New York, les aussières du Teutonic tiennent bon. En 1913, son âge l'empêche de transporter des passagers fortunés, et il est rééquipé pour ne transporter que des passagers de seconde et troisième classe. En septembre 1914, avec le début de la Première Guerre mondiale, le Teutonic devient à nouveau un croiseur auxiliaire, étant affecté au 10e escadron de croiseurs pour remplacer l’Aquitania endommagé dans une collision. En 1916, il reçoit des canons de 6 pouces (soit 152 mm) et sert de navire d'escorte et de transport de troupes.

### Fin de carrière

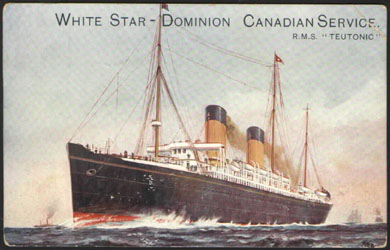
Carte postale du Teutonic durant son service pour la White Star et la Dominion Line

En 1918, le navire reprend son service commercial pour la White Star Line. Au cours du mois d'octobre 1918, le navire échappe de peu au destin du Titanic, frôlant un iceberg au large des côtes canadiennes. Selon un article du Chicago Tribune du 2 octobre 1918, « le navire passa à vingt pieds [6 mètres] de l'iceberg. Le brouillard était tel que même à cette distance, l'iceberg était difficile à distinguer. Il était si proche que ses hélices auraient pu le frapper alors que le bateau avançait. Les passagers ne furent pas conscients du péril avant d'en être avertis. Ils signèrent une pétition au capitaine et à ses officiers pour exprimer leur gratitude et leur admiration pour leur attention et leurs capacités ».
En 1921, il est retiré du service, puis démoli à Emden.

## Caractéristiques

### Prestations
Le Teutonic et le Majestic sont tous deux considérés comme les premiers paquebots modernes de par le changement radical que présentent leurs aménagements. Tous les précédents navires de la White Star Line ne proposaient que deux classes de passagers : cabine et entrepont. Le Teutonic et le Majestic changent cet état de fait. Les deux navires sont bâtis selon un système en trois classes, les première, seconde et troisième classes. La première est l'ancienne classe cabine, renommée « classe salon », destinée aux voyageurs fortunés et à leurs familles. Le Teutonic peut transporter 300 passagers de cette classe dans de spacieuses cabines sur les trois ponts supérieurs et leur propose des prestations intéressantes. La plupart de ces cabines sont reliées, permettant d'abriter des familles.
Une nouvelle classe apparaît sur les navires de l'époque et le Teutonic est le premier à l'abriter. La seconde classe, ou classe cabine, est conçue pour abriter des passagers issus de la classe moyenne. Le Teutonic peut abriter 190 passagers de seconde classe dans des chambres confortables situées sur le deuxième pont le plus haut, vers l'arrière. La troisième classe, souvent nommée entrepont, est prévue pour les immigrants. Le Teutonic est construit pour transporter 1 000 passagers de troisième répartis dans deux zones. À l'avant, des dortoirs sont réservés aux hommes célibataires. La poupe est réservée aux autres passagers. Il y a également de petites cabines de deux ou quatre lits pour les familles, et de grands dortoirs pour les femmes seules.
La salle à manger de première classe est située au milieu du navire, là où le roulis se ressent le moins. Le navire propose, en plus de sa spacieuse salle à manger surmontée d'une verrière, un fumoir, une bibliothèque, un pont promenade et des cabines richement décorées.

### Caractéristiques techniques
De par sa conception visant à le transformer rapidement en croiseur auxiliaire, le Teutonic possède une coque renforcée en acier Siemens-Martin (cet acier se montre suffisamment satisfaisant sur le Teutonic et son sister-ship pour qu'il soit réutilisé pour les paquebots de classe Olympic, fleuron de la compagnie), divisée en 13 compartiments étanches. Des canons peuvent y être installés et retirés rapidement. Le navire est également l'un des plus rapides jamais construits pour la compagnie (dépassé cependant par l’Olympic et le Majestic vingt et trente ans plus tard). Ses deux machines alternatives alimentent deux hélices, permettant au navire d'atteindre une vitesse de 20 nœuds. De plus, son hélice bâbord est située environ 1,5 mètre en avant de l'hélice tribord, et tourne légèrement plus vite. La puissance nécessaire à la propulsion est fournie par douze doubles chaudières.
Sa conception marque ainsi une révolution avec les précédents paquebots de la White Star Line. Ceux-ci étaient en effet propulsés par la voile et la vapeur. Contrairement aux navires de la classe Oceanic et le duo Britannic et Germanic (les précédents détenteurs du Ruban bleu au sein de la compagnie), tous vaisseaux phares de la compagnie pourvus d'une seule hélice,, le Teutonic présente deux hélices, ce qui le rapproche du City of New York et du City of Paris. Ce type de propulsion est par la suite adopté sur plusieurs paquebots révolutionnaires comme l'allemand Kaiser Wilhelm der Grosse dont les machines ne sont cependant plus à triple, mais à quadruple expansion.
Le navire est pourvu de deux cheminées ocre brun surmontées d'une manchette noire, et de trois mâts (deux à l'arrière et un à l'avant) qui ne peuvent pas porter de voiles. Cependant, le mât avant soutient le nid-de-pie. La coque du navire est noire, sa base étant recouverte de peinture rouge antirouille, et sa superstructure est blanche.